# Drăgoești (Ialomița)
Drăgoești est une commune du județ de Ialomița en Roumanie.